# Taonan
Taonan léase Táo-Nan (en chino:洮南市, pinyin:Táonán shì, lit: Tao del sur) es un municipio bajo la administración directa de la ciudad-prefectura de Baicheng. Se ubica al norte de la provincia de Jilin , noreste de la República Popular China . Su área es de 5107 km² y su población total para 2010 fue +400 mil habitantes.

## Administración
El municipio de Taonan se divide en 25 pueblos que se administran en  6 subdistritos, 6 poblados y 13 villas.